# L'Attraversaspecchi
L'Attraversaspecchi (La Passe-Miroir) è una saga di romanzi fantasy francesi composta da quattro volumi, il primo dei quali è stato pubblicato in Francia nel 2013, il secondo nel 2015, il terzo nel 2017 e il quarto nel 2019. Questi sono i primi romanzi di Christelle Dabos, scrittrice francese che attualmente vive in Belgio. Il primo libro, Fidanzati dell'inverno vinse la prima edizione del concorso per il primo romanzo giovanile organizzato dalla Gallimard Jeunesse, RTL e Télérama nella primavera del 2012.

## La serie
1. 2013 – Fidanzati dell'inverno. L'Attraversaspecchi - Libro 1 (La Passe-Miroir Livre 1, Les fiancés de l'hiver, I ed. it. Roma, Edizioni e/o, 2018, pp. 504, ISBN 978-88-6632-945-9)
2. 2015 – Gli scomparsi di Chiardiluna. L'Attraversaspecchi - Libro 2 (La Passe-Miroir Livre 2, Les Disparus du Clairdelune, I ed. it. Roma, Edizioni e/o, 2019, pp. 562, ISBN 978-88-3357-053-2)
3. 2017 – La memoria di Babel. L'Attraversaspecchi - Libro 3 (La Passe-Miroir Livre 3, La Mémoire de Babel, I ed. it. Roma, Edizioni e/o, 2019, pp. 482, ISBN 978-88-3357-139-3)
4. 2019 – Echi in tempesta. L'Attraversaspecchi - Libro 4 (La Passe-Miroir Livre 4, La tempête des échos, I ed. it. Roma, Edizioni e/o, 2020, pp. 576, ISBN 978-88-3357-223-9)

## Trama

### Fidanzati dell'inverno
Dopo la Lacerazione che ha messo fine al vecchio mondo la vita si è concentrata su dei territori, chiamati arche.
La giovane Ofelia é un’attraversaspecchi. Goffa, solitaria e schiva, è però un'eccellente lettrice: legge il passato degli oggetti semplicemente toccandoli.
Costretta a un matrimonio forzato, Ofelia lascia il suo mondo e la sua famiglia. Thorn, il fidanzato, è un uomo rude ed enigmatico. Ofelia scopre Città-cielo, dove una corte composta da clan rivali gravita intorno al comune antenato Faruk, l'immortale spirito di famiglia.
Ofelia esplora un mondo in cui non può fidarsi di nessuno. In attesa delle nozze è costretta a nascondere la propria identità e, travestita da domestico, viene a sapere dell'esistenza del Libro di Faruk, un documento per il quale lo spirito di famiglia ha una vera e propria ossessione.
Ofelia si accinge a essere ufficialmente presentata a corte. Armata di una determinazione nuova, è ben decisa a trovare la propria strada in quel labirinto di illusioni.

### Gli scomparsi di Chiardiluna
In seguito a un equivoco Ofelia viene nominata vicenarratrice alla corte di Faruk, lo spirito di famiglia del Polo, dove ha modo di conoscere il rovescio della medaglia di Città-cielo e intravedere, sotto le illusioni dorate, la corruzione delle anime. Inquietanti scomparse nell'ambiente dei nobili la portano ben presto a indagare, in quanto lettrice, su un ricattatore che sostiene di agire in nome di un non meglio identificato Dio. Ofelia ne diventa il bersaglio quando Faruk si affida al suo potere per penetrare il segreto del Libro, un manoscritto cifrato di cui ogni spirito di famiglia possiede un esemplare, ultima traccia di un'infanzia dimenticata. Dalla sua lettura dipenderà la vita di Thorn, condannato alla pena capitale.
Quello che Ofelia scopre va molto oltre ciò che aveva immaginato. Dio esiste effettivamente, è il creatore degli spiriti di famiglia, il progenitore delle loro discendenze, il padrone dei destini familiari, il censore delle memorie collettive. E soprattutto può assumere l'aspetto e il potere di tutti quelli che incontra, cosa che Ofelia e Thorn impareranno a proprie spese quando Dio andrà a trovarli in prigione. In quell'occasione predice loro che il peggio deve ancora venire: l'Altro è molto più temibile di lui. Ed è stata Ofelia, la prima volta che ha tentato di attraversare uno specchio, a liberarlo inconsapevolmente.
Thorn, che grazie al matrimonio con Ofelia è diventato lui stesso un Attraversaspecchi, si serve del suo nuovo potere per far perdere le sue tracce.
Costretta a lasciare il Polo e tornare su Anima, Ofelia rimane sola con le sue domande.

### La memoria di Babel
Dopo due anni e sette mesi passati a mordere il freno su Anima, la sua arca, per Ofelia è finalmente arrivato il momento di agire, sfruttare quanto ha scoperto nel Libro di Faruk e saputo dai frammenti di informazioni divulgate da Dio. Con una falsa identità si reca su Babel, arca cosmopolita e gioiello di modernità. Basterà il suo talento di lettrice a sventare le trappole di avversari sempre più temibili? Ha ancora una minima possibilità di ritrovare le tracce di Thorn?

### Echi in tempesta
Il mondo è sottosopra. Il crollo delle arche è iniziato. C'è solo una soluzione per fermarlo: trovare il responsabile. Trovare l'Altro. Ma come fare senza neanche sapere che aspetto ha? Ofelia e Thorn iniziano insieme questa ricerca sulla scia degli echi, strani fenomeni che sembrano la chiave di tutti gli enigmi. Dovranno esplorare in modo più approfondito Babel, così come la propria memoria. E durante questo periodo, su Terra d'Arco, Dio potrebbe benissimo ottenere il potere che desidera tanto. Lui o l'Altro, chi rappresenta la più grande minaccia? (riepilogo dell'editor francese)

## Gli Universi

### Le arche e gli spiriti di famiglia
Dalla Lacerazione che ha distrutto il vecchio mondo diversi secoli fa, la vita si è concentrata su alcuni territori distinti chiamati "arche", isole che galleggiano nei cieli.
Le arche orbitano intorno al Nucleo del Mondo, un ammasso di vulcani continuamente colpiti da fulmini, che è la più grande traccia della Terra originale ed è avvolto dal Mare delle Nuvole, una massa compatta di vapore che il sole non penetra mai. Stranamente, le arche non rispettano le leggi gravitazionali: sebbene siano completamente sparpagliate nel cielo, mantengono tra loro una posizione assoluta e girano tutte insieme, esattamente allo stesso ritmo, come se continuassero a formare uno stesso corpo celeste.
Ogni arca è governata da uno spirito di famiglia, un umanoide gigantesco e immortale, con poteri soprannaturali, origini misteriose e una memoria quasi inesistente. Dopo la Lacerazione, gli spiriti di famiglia si sono uniti agli umani sopravvissuti al cataclisma, creando un nuovo popolo a cui hanno trasferito alcuni dei loro poteri. Ogni spirito di famiglia è quindi l'antenato comune di molti degli abitanti della sua arca, motivo per cui gli abitanti della stessa arca tendono spesso a somigliarsi l'un l'altro fisicamente.
Ci sono in tutto 21 arche maggiori e 186 arche minori. È possibile viaggiare da un'arca all'altra usando le correnti d'aria con un dirigibile, ma è comunque impossibile farlo in linea retta: ci si può muovere solo rispettando le curvature del vecchio mondo. Il modo più veloce per viaggiare da un'arca all'altra è utilizzare una Rosa dei Venti interfamiliare, una piegatura dello spazio creata dagli Arcadiani (abitanti di Terra d'Arco). Ce n'è una su ogni arca, ma sono difficili da trovare e decifrare.
In tutte le arche è parlata la stessa lingua, ma gli accenti e alcune espressioni differiscono.
Le 21 arche principali sono:
1. Anima, l’arca di Artemide, signora degli oggetti
2. Il Polo, l'arca di Faruk, signore delle menti
3. Totem, l'arca di Venere, signora degli animali
4. Cyclope, l'arca di Urano, signore del magnetismo
5. Flore, l’arca di Belisama, signora del verde
6. Plombor, l’arca di Mida, signore della trasmutazione
7. Pharos, l’arca di Horus, maestro dell'incanto
8. La Serenissima, l’arca di Fama, signora della divinazione
9. Heliopolis, l’arca di Lucifer, signore della folgore
10. Babel, l'arca dei gemelli Helena e Polluce, maestri dei sensi
11. Il Deserto, l’arca di Djinn, signore delle acque calde
12. Il Tartaro, l’arca di Gaia, signora dei fenomeni tellurici
13. Zefiro, l’arca di Olimpio, signore dei venti
14. Titan, l’arca di Yin, signora della massa
15. Corpolis, l’arca di Zeus, signore della metamorfosi
16. Sidh, l’arca di Persefone, signora della temperatura
17. Selene, l’arca di Morfeo, signore dell'onirismo
18. Vesperal, l’arca di Viracocha, signore della fantomizzazione
19. Al-Ondaluz, l’arca di Rê, signore dell'empatia
20. Terra d'Arco, l'arca di Janus, signore dello spazio (la sua collocazione è sconosciuta quindi essa non figura sulle mappe)
21. La Stella, l’arca neutra, sede delle istituzioni interfamiliari

### Anima
Anima è l'arca originale di Ofelia. È un'arca tranquilla con un clima temperato, costituita principalmente da valli e montagne.
Lo spirito di famiglia di Anima è Artemide, la signora degli oggetti e amante del firmamento. Lei è il governatore simbolico dell'arca, ma in pratica delega gran parte del suo potere alle Decane, preferendo dedicarsi alla sua passione per l'astronomia nel suo osservatorio personale.
Gli abitanti di Anima, gli Animisti, di solito hanno i capelli rosso-castani come il loro spirito familiare, e possiedono vari poteri legati agli oggetti: possono animarli, ripararli, leggere il loro passato. Su Anima gli oggetti stessi agiscono come animali più o meno addomesticati e la quotidianità è pervasa da rumore e movimento. Ci sono molte feste che celebrano oggetti: la festa dei Rintocchi, la festa dell'Argenteria, la festa degli Strumenti musicali, la festa degli Stivali, la festa dei Cappelli, ecc.
A differenza delle altre arche, su Anima non esistono senza poteri: tutti gli abitanti si considerano membri di un'unica grande famiglia e si chiamano reciprocamente "cugino" o "cugina". Il concetto di denaro non esiste: è preferito l'uso del baratto. Essendo il lavoro spesso svolto in gran parte autonomamente dagli oggetti, gli abitanti svolgono la maggior parte dei lavori come volontariato, secondo le loro abilità, senza ricevere un salario.

### Il Polo
Quasi tre volte più grande di Anima, è un'arca con un clima polare e condizioni inospitali: la temperatura in inverno è generalmente intorno ai -25 gradi e le giornate sono molto brevi. C'è un mare interno, sorgenti e laghi (che danno all'arca sulle mappe l'aspetto di un grande serbatoio pieno d'acqua), così come enormi foreste di conifere che ospitano le Bestie, animali molto più grandi e pericolosi del normale. Il territorio è attraversato da una ferrovia, inagibile durante gran parte dell'inverno, protetta da mura nei territori abitati dalle Bestie.
Lo spirito di famiglia del Polo è Faruk, signore delle menti. Egli è un gigantesco uomo pallido, con una lunga treccia di capelli bianchi, l'aria perennemente annoiata e un atteggiamento estremamente imprevedibile. Possiede invisibili prolungamenti del sistema nervoso che fatica a controllare quando è concentrato o arrabbiato e che causano violenti mal di testa in chi viene guardato troppo intensamente negli occhi o gli è vicino. Egli si serve di un membro della Rete chiamato aiuta-memoria per appuntare ogni cosa degna di nota su un taccuino e ricordarla al momento del bisogno.
Fisicamente, i nobili abitanti del Polo, cioè i discendenti di Faruk, hanno pelle pallida, capelli biondi chiari e occhi chiari. Ci sono anche molte persone senza poteri, molte delle quali lavorano come servitori al servizio dei nobili, che si distanziano da queste caratteristiche fisiche.

#### Le famiglie nobili del Polo
A differenza degli abitanti di Anima, che pensano tutti di appartenere ad una stessa famiglia, i nobili del Polo si separarono dalla creazione dell'arca in diversi clan, ognuno con un potere mentale specifico. L'appartenenza ad un clan è identificabile attraverso dei tatuaggi localizzati in una certa parte del corpo. I clan si considerano rivali e per questo difficilmente si mescolano; ogni clan cerca costantemente i favori di sire Faruk per migliorare la propria posizione.
Infatti, i nobili del Polo non hanno tutti lo stesso status: i clan preferiti da Faruk vivono nel lusso a corte, mentre agli altri, che non hanno più o mai avuto i suoi favori, è vietato avvicinarsi entro un chilometro dalla città. All'inizio del primo volume, i tre clan che gravitano alla corte sono i Draghi, i Miraggi e la Rete, mentre gli Storiografi, gli Invisibili, i Persuasivi e i Narcotici sono i clan caduti.
- I Draghi: formano il più piccolo dei clan per numero, ma anche il più temuto. I suoi membri sono dotati di "artigli" invisibili controllati con il pensiero che permettono loro di attaccare gli altri esseri viventi. Questi artigli non sono realmente tangibili: agiscono sul sistema nervoso della vittima. Infatti è come se il dolore, percepito direttamente col sistema nervoso, causasse le ferite di conseguenza, anziché viceversa come accade normalmente. Gli artigli sono in grado di causare dai semplici mal di testa a vere e proprie amputazioni e fratture. Il potere dei Draghi li rende i cacciatori ufficiali del Polo: spetta a loro fornire cibo uccidendo le bestie. Il tatuaggio del loro clan si trova sui loro avambracci.
- I Miraggi: clan numeroso e molto influente a corte. Sono in grado di creare ogni sorta di illusioni: visive, in maggioranza, ma anche olfattive, gustative, uditive, ecc. È grazie a loro che Città-cielo è apparentemente splendida: le loro illusioni sono ovunque: possono decorare le stanze, adornare i vestiti o animare le loro storie. Esse però si disintegrano con la morte del loro creatore. Il tatuaggio del loro clan si trova sulle palpebre.
- La Rete: i membri della Rete sono tutti collegati tra loro: sono in grado di vedere e sentire attraverso gli altri membri della famiglia. Un membro può anche temporaneamente possedere il corpo di un altro membro, se ha il suo consenso. I membri della Rete possono rendersi "trasparenti" e inviare messaggi di pensiero a chiunque. Il tatuaggio del loro clan si trova in mezzo tra i due occhi.
- I Nichilisti: annullano i poteri degli altri nobili. Ovunque si posi il loro sguardo essi mostrano la realtà nascosta sotto le illusioni e annullano qualunque potere. I monocoli da loro prodotti permettono ai Nichilisti di filtrare il proprio potere e ai non Nichilisti di vedere attraverso le illusioni: questo potere, che poteva costituire una minaccia per l'influenza a corte degli altri clan, ha spinto questi ultimi a sterminare i Nichilisti e distruggere i monocoli. Il tatuaggio del loro clan si trova sull'occhio che dà loro il potere familiare, caratterizzato dal colore nero.
- Gli Storiografi: il loro potere è legato alla memoria. Non dimenticano mai nulla e hanno una memoria fotografica che consente loro di ricordare ogni dettaglio. Hanno persino accesso ai ricordi della propria infanzia più prematura. Sono in grado di manipolare la memoria degli altri: aggiungere, modificare, rimuovere, leggere i loro ricordi. È un potere pericoloso, perché la memoria di una persona costituisce la sua identità. Il tatuaggio del loro clan è una spirale situata sulla fronte.
- Gli Invisibili: il loro potere è dare l'illusione di essere invisibili, o visibili solo con la coda dell'occhio.
- I Narcotici: possono immergere gli altri in un sonno profondo.
- I Persuasivi: i persuasivi possono convincere chiunque e avvicinarlo alla propria causa.

#### Città-cielo
Città-cielo è la capitale di Polo, dove risiedono i nobili e il loro spirito di famiglia, Faruk. È una gigantesca città volante che galleggia sopra l'arca, senza ancoraggio. È tenuta in cielo grazie ai Cyclopi. Per accedervi è necessario utilizzare una Rosa dei Venti o delle correnti d'aria che consentono alle slitte di "volare" per raggiungerla. La divisione dello spazio è gerarchica: il sottosuolo di Città-cielo è abitato dai domestici, vi si trovano fabbriche e fogne; più in alto si sale, più i quartieri sono riservati ai privilegiati. Il tutto è servito da un complesso sistema di ascensori.

##### La torre principale
È l'edificio dove risiedono Faruk, il suo ambasciatore e i loro protetti, ed è frequentato solo dai cortigiani più influenti.
È diviso in diversi piani:
- Ambasciata di Chiardiluna (piano terra). È la casa dell'ambasciatore di Faruk, Archibald, dove ospita i cortigiani durante le sue feste e offre loro protezione: la sorveglianza continua dei gendarmi fa di Chiardiluna il luogo più sicuro in tutta Città-cielo, dove nessuno entra senza il consenso dell'Ambasciatore e dove di regola nessuno viene ucciso. Lo spazio dell'Ambasciata è interamente incantato da Madre Ildegarda, un'Arcadiana.
- Sala del Consiglio ministeriale
- Giardini sospesi
- Terme
- Opera di famiglia: è un grande teatro dove si svolgono gli spettacoli per Faruk in persona e i cortigiani. Ogni sera il narratore Eric mette in scena lo stesso spettacolo grazie al suo proiettore di illusioni.
- Molo: è un luogo incantato dall'illusione di un paesaggio marittimo accompagnato da un grandioso palazzo
- Gineceo: dimora delle favorite e delle protette di Faruk. Solo le donne possono entrare. Ogni mattina il Ciambellano chiama quelle che trascorreranno la giornata con Faruk.
- Appartamenti di Faruk: è la parte più alta di Città-cielo, dove pochi sono mai entrati. Una delle stanze negli appartamenti è una gigantesca biblioteca che contiene tutte le memorie di Faruk.

#### Sabbie d'Opale
Località balneare dove Ofelia e Berenilde soggiornano per un periodo nel secondo volume. Berenilde agisce in quella zona come una benefattrice e aiuta i bisognosi. Qui si trova il sanatorio dove vive la madre di Thorn.

### Babel
Un'arca facilmente riconducibile alla zona medio orientale e dell'india, sia per l'accento dei nativi Babeliani "«Gli echi sono fenomeni reaaally affascinanti» disse con accento babeliano molto pronunciato", sia per i vestiti indossati "Dovette piegare e arrotolare una lunga toga sopra la tunica in modo da far passare un lembo tra le gambe e lasciare scoperta una spalla", che per figure di flora e fauna di quelle zone "Centinaia di scimmie spiccavano balzi sulle liane attorcigliate intorno alle pietre scolpite per poi sparire nelle nuvole circostanti”. Questa arca è caratterizzata da un clima caldo e molto umido e da luoghi pieni di colori e di gente. È un'arca per viaggiatori, la maggior parte delle persone risiedenti a Babel non appartengono alla stessa arca per essere nati lì. Apparentemente felice e spensierata, adatta a turisti d'ogni genere, nasconde in realtà segreti lugubri e che le autorità desiderano tenere nascoste.
I nativi di Babel hanno due spiriti di famiglia i gemelli Helena e Polluce. Helena non ha progenie quindi, i poteri familiari derivano solo da Polluce.
i poteri familiari
- Memorialisti
- Olfattivi
- Tattili
- Gustativi
- visionari

## Personaggi

### Gli abitanti di Anima
- Ofelia, la protagonista della storia. È la fidanzata di Thorn. È una lettrice e una Attraversaspecchi. Diventa apprendista per trovare Thorn, scomparso alla fine del secondo volume. Prima del fidanzamento, ha vissuto su Anima e gestiva un museo. Sua zia Roseline la accompagna al Polo. Il suo padrino è l'archivista. Quando attraversa per la prima volta uno specchio, libera l'Altro, un'entità che Dio teme.

La sua famiglia:
- Sophie, sua madre.
- Suo padre (nome sconosciuto). Durante la sua giovinezza era un Attraversaspecchi.
- Agata: sua sorella maggiore.
- Charles: marito di Agata.
- Tom: il primo figlio di Agata.
- Berenilde: zia di Thorn
- Domitilla, Beatrice e Eleonora: le tre sorelle più piccole di Ofelia.
- Hector: il fratello minore di Ofelia.
- Roseline: zia e madrina di Ofelia. È la sorella della madre. È una vedova e parte per occuparsi di Berenilde nel volume 3. Vittoria la chiama "Grande Madrina". Ha l'abilità di riparare la carta.
- L'Archivista: il prozio e padrino di Ofelia, lettore, è colui che ha insegnato a Ofelia come usare il suo dono.

Altri:
- Le Decane, che in realtà sono al servizio di Dio.
- La Relatrice. Desidera diventare una Decana.
- Artemide: lo spirito di famiglia di Anima, appassionata di astronomia

### Gli abitanti del Polo
- Sire Faruk, lo spirito di famiglia del Polo. Vive circondato dalla sua corte e dalle sue Favorite. Ha un aiuta-memoria, perché, come tutti gli spiriti familiari, dimentica tutto.

Il clan dei Draghi:
- Thorn, il fidanzato di Ofelia. Nasconde il suo sentimento d'amore per lei ed è freddo, persino misantropo. Thorn è un bastardo, figlio illegittimo di una Storiografa e di un Drago. Per questo non ha il tatuaggio di appartenenza ad un clan.
- Padre Vladimir, il cugino della nonna di Thorn. Muore, con tutto il suo clan, durante una caccia.
- Catherine, la madre di Berenilde e nonna di Thorn. Ha cercato di ucciderlo da neonato, così come in seguito ha cercato di screditare Ofelia.
- Berenilde, la zia di Thorn. Ha una figlia di nome Vittoria, che ha avuto con il suo spirito di famiglia.
- Marito di Berenilde: morto.
- Thomas: primo figlio di Berenilde e suo marito. Ucciso da bambino.
- Petrus: figlio di Berenilde e suo marito. Ucciso da bambino.
- Marion: figlia di Berenilde e suo marito. Uccisa da bambina.
- Vittoria, la figlia di Berenilde e Faruk. È nata nel secondo volume. Sembra che lei abbia sviluppato un potere unico dalla progenie di Faruk: si può dividere, il suo corpo "reale" rimane dove lo ha lasciato, mentre il suo "doppio "si muove. Invisibile durante i suoi "viaggi", Vittoria vede le ombre attorno alle persone. Non sa come parlare o camminare, il che significa che è considerata ritardata da certe cattive lingue della Corte. È il miglior partito del Polo, e ha già ricevuto diverse proposte di matrimonio anche se non ha ancora 3 anni. Archibald è il suo padrino, e Ofelia, che ha scelto il suo nome, la sua madrina. Vittoria adora Archibald e il suo doppio lo segue a Terra d'Arco.
- Isabelle, la matrigna di Thorn
- Godefroy, il fratellastro di Thorn.
- Irina, la moglie di Godefroy, cugina di Thorn.
- Freya, la sorellastra di Thorn. Lei lo odia.
- Haldor, il marito di Freya, cugino di Thorn.
- Haldor senior, il padre di Haldor.
- Dimitri, lo zio di Haldor
- Anastasia, la sorella di Haldor, cugino di Thorn.
- Boris, padre di Thorn e fratello di Berenilde. È morto prima di poter riconoscere Thorn.
- I tre figli gemelli di Freya e Haldor[7]

Il clan della Rete:
- L'ambasciatore Archibald, noto per la stravaganza, il suo talento per la seduzione e la provocazione.
- Le sette sorelle più giovani di Archibald: Pazientina, Melodia, Grazia, Chiaramonda, Gaia, Delizia e Dolce. Dopo la perdita di Archibald di parte del suo potere, Pazientina assume il titolo di ambasciatrice nel terzo volume dopo che il clan della Rete ha rinnegato Archibald.
- L'aiuta-memoria di Sire Faruk.
- Le Valchirie sono vecchie signore che proteggono Ofelia e Berenilde.

Il clan dei Miraggi:
- Il Barone Melchior, Ministro dell'Eleganza. È un traditore al servizio di Dio e ha rapito diversi membri della corte di Faruk. Ha cercato di uccidere Ofelia
- Cunegonda, sorella del barone Melchior. Creava illusioni erotiche prima di essere sostituita dalle clessidre di Madre Ildegarda. Viene uccisa da Dio.
- Stanislav, detto il Cavaliere. Adora Berenilde e vuole uccidere sua figlia per tenerla per lui. Faruk gli toglie tutti i suoi poteri perché sono troppo pericolosi.
- I genitori di Stanislav. Sono morti, uccisi da Berenilde perché a loro volta hanno ucciso i figli di lei.
- Conte Harold, tutore del Cavaliere.
- Eric, il narratore
- Il prevosto dei marescialli.
- Cechov, il direttore del giornale Nibelungen.

Il clan degli Invisibili:
- Vladislava.
- Philibert, detto Carta Pesta, il direttore del personale.

Il clan degli Storiografi, la famiglia materna di Thorn:
- Natasha, la madre di Thorn. Ha usato il padre di Thorn per avere un figlio. Gli Storiografi hanno una memoria eccezionale e lei l'ha trasmessa a Thorn.
- I cugini di Thorn (nomi sconosciuti).

I domestici dell'ambasciata di Chiardiluna:
- Renold, detto Renard, il valletto della nonna di Archibald, poi di Ofelia.
- Gaela, la meccanica di Madre Ildegarda. E' l'ultima del clan dei Nichilisti, il quale potere familiare è annullare gli altri.
- Philibert, detto Carta Pesta, il direttore del personale.
- Gustavo, il maggiordomo.

### Gli abitanti di Terra D'Arco
- Madre Ildegarda: vive al Polo. Si suicida per sfuggire a Dio. Quando sostiene e aiuta qualcuno, lei gli dà delle arance. Ha viaggiato su diverse isole, con vari nomi.

Gli abitanti di Babel
- Octavio: figlio di Lady Septima e discendente di Polluce che studia alla Buona famiglia
- Elizabeth: figlioccia di Helena che studia alla Buona famiglia
- Lady Septima: madre di Octavio e insegnante alla Buona famiglia
- Lazarus: famoso inventore degli automi
- Ambroise: il dolce figlio disabile di Lazarus
- Seconda: figlia di Lady Septima e sorella di Octavio che abita nell' osservatorio delle deviazioni e non è accettata dalla madre
- Blasius: commesso alla Buona famiglia e compagno del Professor Wolf
- Professor Wolf: ex professore alla Buona famiglia e compagno di Blasius
- Helena e Polluce: spiriti di famiglia di Babel
- Genealogisti

### Altri
- Dio
- L'Altro

## Traduzioni
Nel 2018, il primo volume dell'Attraversaspecchi, è stata tradotto in sette lingue.
- Spagnolo
- Ungherese
- Turco
- Italiano
- Russo
- Inglese
- Ceco
- Coreano

## Stile
Per quanto riguarda la versione originale in francese, lo stile dei primi tre volumi è notoriamente ricercato: quindi, l'universo raccoglie elementi apparentemente presi in prestito nel XIX e nel XX secolo, alcune aree discusse nei romanzi, come quelle dei mobili, sono arricchite da un vocabolario straordinariamente preciso (ad esempio gli "ottomani", tipo di divani con le braccia piegate verso l'interno ...). Infine, l'uso quasi sistematico nella narrazione del congiuntivo imperfetto e, più raramente, del trapassato prossimo, denota un certo classicismo grammaticale che è diventato in gran parte inusuale nella letteratura giovanile.

## Premi
- Vincitore del concorso del primo romanzo giovanile organizzato da Gallimard Jeunesse, RTL e Télérama organizzato nel 2012[1], la cui ricompensa è stata la pubblicazione del romanzo.

### Volume 1
- Premio letterario degli studenti dell'Hérault nel 2014 (livello di categoria 4 - 3)[9]
- Premio Elbakin nel 2014 categoria gioventù[10]
- Grand prix de l'imaginaire nella categoria romanzo francese per la gioventù nel 2016.[11]

### Volume 2
- Grand Prix de l'Imaginaire nella categoria romanzo francese per la gioventù nel 2016.